# Zastava Federacije Bosne i Hercegovine
Zastava Federacije Bosne i Hercegovine bila je kompromisni dizajn zastave za FBiH, s kombinacijom bošnjačkih i hrvatskih simbola. Zelena i crvena pruga simboliziraju dva naroda, kao i dva štitića u grbu. Plavo polje grba s deset bijelih šestokrakih zvijezda predstavlja federaciju sastavljenu od deset županija. Bijelo polje zastave trostruko je šire od crvenog i zelenog, tako da je zapravo kvadratno.
Odlukom Ustavnog suda BiH 28. siječnja 2007. grb i zastava Federacije BiH stavljeni su izvan snage jer ne predstavljaju sva tri konstitutivna naroda u BiH. Od 14. lipnja 2007. grb i zastava Federacije su ukinuti i nisu u službenoj uporabi.